# Alegeri legislative în Spania, 1986
Alegerile generale legislative din Spania în 1986 au avut loc pe 22 iunie. La aceste alegeri, guvernul condus de Felipe Gonzales a fost revalidat, obținând o majoritate absoluta în 1982, cu 18 locuri mai putin față de alegerile anterioare.